# Jean-Alain Boumsong
Jean-Alain Boumsong (ur. 14 grudnia 1979 w Duali w Kamerunie) – francuski piłkarz, grający na pozycji obrońcy, do 2013 roku występujący w Panathinaikosie. Wcześniej występował w Olympique Lyon, do którego trafił podczas zimowego okienka transferowego w styczniu 2008 z włoskiego Juventusu za kwotę 3 milionów euro. W reprezentacji Francji od 2003 rozegrał ponad 27 meczów i strzelił 1 gola.

## Sukcesy
- Puchar Francji z AJ Auxerre (2003)
- Puchar Konfederacji z Reprezentacją Francji (2003)
- Mistrzostwo Szkocji z Rangers (2005)